# Parti démocrate (Nauru)
Pour les articles homonymes, voir Parti démocrate.
Le Parti démocrate, en anglais Democratic Party of Nauru, est un ancien parti politique de Nauru.
Le Parti démocrate est formé en janvier 1987 par Kennan Adeang après qu'il s'est fait remplacer deux fois en deux mois par Hammer DeRoburt à la présidence de la République. Le Parti démocratique est soutenu et succède à l'ancien Nauru Party dirigé par Bernard Dowiyogo depuis les années 1970.[réf. nécessaire]
L'objectif principal de ce parti est de contrer Hammer DeRoburt et de renforcer le rôle du Parlement. En 1989, Hammer DeRoburt est remplacé au poste de Président de la République après qu'un vote de défiance fut mené par Kenos Aroi supporté par Kennan Adeang. Ce dernier est le dernier membre du Parti démocratique à avoir été Président de la République de Nauru du 26 novembre 1996 au 19 décembre 1996. À partir de cette date, le parti perd de l'influence car il n'obtient plus de siège au Parlement au cours des élections législatives depuis 2000.[réf. nécessaire]
Au début du XXIe siècle, Nauru redevient un pays sans aucun parti politique,.

## Référence
- (en) Cet article est partiellement ou en totalité issu de l’article de Wikipédia en anglais intitulé « Democratic Party of Nauru » (voir la liste des auteurs).

1. ↑  (en) "Nauru country brief", ministère australien des Affaires étrangères
2. ↑  (en) "Fact check: Is Nauru virtually a failed state?", Australian Broadcasting Corporation, 29 octobre 2015